# 현정경
현정경(玄正卿, 1881년 10월 9일 ~ 1941년 5월 10일)은 대한제국 말기와 일제강점기 때의 독립운동가이다. 호는 하죽, 본명은 현병근으로 평북 박천 출생이다.

## 생애
현정경은 3.1 운동 후 남만주 한족회와 서로군정서에서 항일 활동을 하였다.
1919년 3.1 운동 후 남만주에서 한족회와 서로군정서 등에 가입해 항일 활동을 하였다. 1920년 이호원, 이시열 등과 함께 관전현에서 광한단을 조직해 위원장에 취임하였다.
1922년 대한통의부를 조직하고 법무위원장이 되었고 1928년 현익철 등과 함께 고려혁명당을 조직해 참여하였다.
1930년부터는 공산주의로 전향해 국민부를 전복시키려다가 실패하자 중국 바오터우로 탈출해 옌안을 거쳐 충칭(重慶)으로 탈출하였다.
1936년 김성숙(金星淑) 등과 조선민족해방운동자동맹을 조직하였고 1937년 조선민족전선연맹을 창립하고 주석에 취임하였다.
1940년 치장에서 열린 각 항일단체회의에서 산재한 여러 개의 항일독립운동단체를 임시 정부 산하에 집결시킬 것을 제안해 이를 채택하는 데 성공했다.

## 사후
- 대한민국 정부는 그의 공헌을 기려 1992년 건국훈장 독립장을 추서하였다.